# Maltenglish

Region Northern Harbour vyznačený na mapě Malty (právě v tomto regionu nejvíce lidí používá maltengish)

Maltenglish je označení pro fenomén střídání kódů na Maltě, mezi angličtinou a maltštinou. Maltština i angličtina jsou na Maltě oba úřední jazyky a většina obyvatel Malty je ovládá. Mnoho lidí tyto dva jazyky střídá nebo je makarónsky spojuje, a to převážně v nespisovné mluvě nebo při psaní. Podle několika studií maltenglish někdy používá asi 30 % obyvatel Malty. Nejvíce lidí používajících maltenglish žije v distriktu North Harbour, především pak ve městech Sliema, San Ġiljan, Pembroke, Swieqi, Madliena, San Ġwann a Kappara. V tomto regionu častěji dochází ke střídání maltských a anglických vět, ve zbytku Malty častěji dochází ke střídání kódů.
V některých případech slovo matenglish také označuje slova v maltštině přejatá z angličtiny.
Maltenglish se označuje má mnoho dalších názvů, například Manglish, Minglish, Maltese English, Pepe nebo Maltingliż.

## Ukázka
Příklady maltenglish ve větách, pro srovnání maltština, angličtina a český překlad.
| Maltenglish                                                      | Anglicky                                                                | Maltsky                                                        | Česky                                                         |
| ---------------------------------------------------------------- | ----------------------------------------------------------------------- | -------------------------------------------------------------- | ------------------------------------------------------------- |
| Tiha kiss 'il-mummy.                                             | Give mummy a kiss.                                                      | Tiha bewsa 'il ommok.                                          | Dej mamince pusu.                                             |
| L-actor ta' dak il-film mar jiltaqa' mad-director bil-limo.      | The actor of that film took the limo to meet the director.              | L-attur ta' dak il-film mar jiltaqa' mad-direttur bil-limużin. | Herec toho filmu si vzal limuzínu, aby se setkal s režisérem. |
| Mela tell him I'm coming now, ta, għax I can't make it tomorrow. | So tell him I'm coming now, you know, because I can't make it tomorrow. | Mela għidlu li ġejja issa, ta, għax ma nistax għada.           | Tak mu řekni, že přijdu teď, víš co, zítra nemám čas.         |

- V hovorové maltštině se mnoho méně známých slov běžně nahrazuje slovy anglickými. Například houba se maltsky řekne faqqiegħ, ale většina lidí přesto používá anglické slovo mushroom. Maltské označení pro televizi (televiżjoni) pochází z italštiny, ale většina lidí přesto používá anglické slovo television.